# عبد الله آل عجيان
عبد الله آل عجيان لاعب كرة قدم سعودي يلعب في نادي البكيرية كمهاجم.

## مسيرة اللاعب
لعب في نادي الاتفاق في الفئات السنية ووقع مع نادي البكيرية في عام 2024.